# U 516 (Kriegsmarine)
De U 516 was een U-boot van de IX C-klasse van de Duitse Kriegsmarine tijdens de Tweede Wereldoorlog. 

## Geschiedenis
De U 512 begon zijn training bij de 4. Unterseebootsflottille op 10 maart 1942. Na het voltooien van zijn training werd hij op 1 september 1942 overgeplaatst naar de 10. Unterseebootsflottille.
De U 512 heeft bij de 10. Unterseebootsflottille drie patrouilles uitgevoerd van 1 september 1942 tot en met 30 september 1944 en nog eens drie bij de 33. Unterseebootsflottille van 1 oktober 1944 tot de Duitse overgave op 8 mei 1945. In totaal bracht hij 16 schepen met in totaal 89.385 brutotonnage tot zinken en beschadigde hij één schip. Op 14 mei 1945 liep hij binnen bij Loch Eriboll in Schotland voor overgave. Later werd hij in kader van Operatie Deadlight op 2 januari 1946 tot zinken gebracht.

## Commando
| Periode                      | Commandant                       |
| ---------------------------- | -------------------------------- |
| 10 maart 1942 - 23 juni 1943 | Korvettenkapitän Gerhard Wiebe   |
| 11 mei 1942 - 27 mei 1942    | Fregattenkapitän Hans Paukstadt  |
| 14 juni 1943 - 30 juni 1943  | Kapitänleutnant Herbert Kuppisch |
| 1 juli 1943 - december 1944  | Kptlt. Hans-Rutger Tillessen     |
| december 1944 - 14 mei 1945  | Oberleutnant Friedrich Petran    |